# Frihet
Frihet je patnácté studiové album české skupiny Chinaski, vydané 10. října 2022 společností BrainZone. Album vznikalo v Norsku a název alba v českém překladu znamená "svoboda". V současnosti (2023) je skladba "Měl bych si boty zout" podle žebříčku IFPI první nejhranější skladba v éteru.

## Seznam skladeb
| Pořadí | Název                   | Délka |
| ------ | ----------------------- | ----- |
| 1.     | Hvězdné nebe            | 3:23  |
| 2.     | Mám chuť zlobit         | 3:30  |
| 3.     | Dvě srdce vejpůl        | 3:44  |
| 4.     | Kolik dní               | 3:11  |
| 5.     | Panáček s panenkou      | 3:15  |
| 6.     | Konec jistého Rambouska | 4:41  |
| 7.     | Láska je na nic         | 4:06  |
| 8.     | Měl bych si boty zout   | 4:01  |
| 9.     | Pusa                    | 3:35  |
| 10.    | Blondýna z Berlína      | 3:12  |
| 11.    | Metylalkohol            | 3:49  |
| 12.    | Samota je svoboda       | 3:41  |
| 13.    | Smůla                   | 3:13  |

## Hudební aranžmá
1. Hvězdné nebe – hudba: Lukáš Pavlík, text: Michal Malátný
2. Mám chuť zlobit – hudba: František Táborský, Jan Steinsdörfer, text: Michal Malátný
3. Dvě srdce vejpůl – hudba: František Táborský, Jan Steinsdörfer, Michal Malátný, text: Michal Malátný
4. Kolik dní – hudba: Tomáš Okres, text: Michal Malátný
5. Panáček s panenkou – hudba a text: Michal Malátný
6. Konec jistého Rambouska – hudba: Tomáš Okres, text: Jiří Suchý
7. Láska je na nic – hudba: Tomáš Okres, Michal Malátný, text: Michal Malátný, Tomáš Roreček, Vlado Krausz
8. Měl bych si boty zout – hudba: František Táborský, text: Michal Malátný
9. Pusa – hudba: František Táborský, Jan Steinsdörfer, Michal Malátný, Lukáš Pavlík, Tomáš Okres, text: Michal Malátný
10. Blonýna z Berlína – hudba: Lukáš Pavlík, text: Michal Malátný, Tomáš Roreček, Jan Vávra
11. Metylalkohol – hudba: Tomáš Okres, text: Michal Malátný
12. Samota je svoboda – hudba: Jan Steinsdörfer, text: Michal Malátný
13. Smůla – hudba: Jan Steinsdörfer, Michal Malátný, text: Michal Malátný, Tomáš Roreček, Martin Dolenský